# Francisco Capiral San Diego
Francisco Capiral San Diego (* 10. Oktober 1935 in Obando; † 26. August 2015 in San Juan) war ein römisch-katholischer Geistlicher und Bischof von Pasig.

## Leben
Francisco Capiral San Diego empfing am 5. April 1958 die Priesterweihe für das Erzbistum Manila.
Papst Johannes Paul II. ernannte ihn am 6. Juni 1983 zum Koadjutor des Apostolischen Vikars von Palawan und Titularbischof von Zica. Die Bischofsweihe spendete ihm der Apostolische Nuntius auf den Philippinen, Erzbischof Bruno Torpigliani, am 10. August desselben Jahres; Mitkonsekratoren waren Oscar V. Cruz, Erzbischof von San Fernando, und Gregorio Espiga e Infante OAR, Apostolischer Vikar von Palawan.
Mit der Emeritierung Gregorio Espiga e Infantes OAR am 18. Dezember 1987 folgte er ihm am als Apostolischer Vikar von Palawan nach. Am 12. Juli 1995 wurde er zum Bischof von San Pablo ernannt. Am 28. Juni 2003 wurde er zum ersten Bischof des am selben Tag errichteten Bistums Pasig ernannt und am 21. August 2003 in das Amt eingeführt. Am 21. Dezember 2010 nahm Papst Benedikt XVI. sein altersbedingtes Rücktrittsgesuch an.